# Dinostérol
 (août 2016).
Le dinostérol est un type de stéroïde produit par plusieurs genres de dinoflagellés. C'est un 4α-méthyl stérol (4α,23,24-triméthyl-5α-cholest-22E-en-3-ol) rarement retrouvé chez d'autres classes de protistes.
Ce stérol et d'autres ont été considérés comme spécifiques à la classe, s'agissant de biomarqueurs pour les dinoflagellés, bien que le dinostérol soit aussi produit en petite quantité par un petit nombre d'autres organismes du phytoplancton, tels les diatomées marines Navicula speciosa et des Prymnesiophytes du genre Pavlova.
Les dinostérols montrent une répartition similaire à celle des dinokystes. D'autres études ont trouvé un lien non linéaire ou inexistante entre la présence de dinokystes et la concentration des stérols.
Le dinostérol a été utilisé comme indicateur de la production primaire des dinoflagellés dans le bassin de Cariaco,.
Les ratios d'isotopes d'hydrogène dans les dinostérols peuvent servir à reconstituer la salinité de façon semi-quantitative.
Certaines études ont montré que certains dinoflagellés produisent des stérols qui pourraient servir de biomarqueurs spécifiques à certains genres,. En effet, on observe des compositions de stérols similaires chez des genres phylogégénétiquement proches. Cela suggère que la production des stérols de ces dinoflagellés est expliquée par leur histoire évolutive.